# Gdańska Macierz Szkolna
Gdańska Macierz Szkolna (przed 1938 oficjalnie: Macierz Szkolna w Gdańsku) – polska organizacja oświatowa w Wolnym Mieście Gdańsku, w latach 1921–1939.

## Historia
W okresie kilkunastu lat Macierz Szkolna stworzyła kompletny system szkolnictwa polskiego w Wolnym Mieście Gdańsku – od ochronek dla kilkuletnich dzieci, szkół wraz z opieką lekarską, koloniami letnimi i bursami dla uczniów. W 1922 do jedynego gimnazjum uczęszczało 199 uczniów, w 1934 w 14 szkołach uczyło się 2305 dzieci i młodzieży, dodatkowo 681 dzieci w 20 ochronkach. Kolejno otwierano szkoły:
- 1922 – Gimnazjum Polskie w Gdańsku,
- 1926 – Polska Szkoła Handlowa w Gdańsku,
- 1927 – szkoła powszechna w Gdańsku,
- 1929 – wyższa szkoła handlowa w Gdańsku, szkoła powszechna w Nowym Porcie,
- 1930 – szkoły powszechne we Wrzeszczu i Sopocie,
- 1934 – szkoła średnia niższego stopnia w Gdańsku, szkoły powszechne w Trąbkach Wielkich, Ełganowie, Szymankowie, a także przejęto Konserwatorium Muzyczne Polskiego Towarzystwa Muzycznego,
- 1937 – Zawodowa Szkoła Dokształcająca w Gdańsku i powszechna w Piekle,
- 1938 – szkoły dokształcające w Trąbkach Wielkich, Ełganowie, Piekle[1].

## Prezesi
- 1921–1926 – Franciszek Kubacz
- 1926–1928 – Tadeusz Czarnowski, dyr. Dyrekcji Kolei w Gdańsku
- 1929–1933 – Bogusław Dobrzycki, dyr. Dyrekcji Okręgowej Kolei w Gdańsku
- Czesław Świałkowski, architekt, ok. 1936[2]